# Zi Jiang (vattendrag i Kina)
Zi Jiang är ett vattendrag i Kina. Det ligger i den sydöstra delen av landet, 1 600 km söder om huvudstaden Peking.